# Lepidanthrax linsdalei
Lepidanthrax linsdalei är en tvåvingeart som beskrevs av Hall 1976. Lepidanthrax linsdalei ingår i släktet Lepidanthrax och familjen svävflugor. Inga underarter finns listade i Catalogue of Life.